# Kiendembaye
Kiendembaye est une commune rurale située dans le département de Bagaré de la province du Passoré dans la région Nord au Burkina Faso.

## Géographie
Kiendembaye est situé à 12 km au sud-est de Bagaré, le chef-lieu du département, à 7 km au nord-ouest de Zougo et à environ 45 km au sud-ouest du centre de Yako.

## Économie
L'économie du village repose en partie sur le marché où se pratique un commerce local.

## Santé et éducation
Le centre de soins le plus proche de Kiendembaye est le centre de santé et de promotion sociale (CSPS) de Zougo tandis que le centre médical avec antenne chirurgicale (CMA) de la province se trouve à Yako.
La commune possède une école primaire.